# Домлешг (Граубюнден)
Домлешг (нім. Domleschg GR) — громада  в Швейцарії в кантоні Граубюнден, регіон Віамала.

## Географія
Громада розташована на відстані близько 155 км на схід від Берна, 12 км на південний захід від Кура.
Домлешг має площу 45,9 км², з яких на 3,3% дозволяється будівництво (житлове та будівництво доріг), 36,1% використовуються в сільськогосподарських цілях, 49,3% зайнято лісами, 11,3% не є продуктивними (річки, льодовики або гори).

## Демографія
2019 року в громаді мешкало 2113 осіб (+11,2% порівняно з 2010 роком), іноземців було 5,5%. Густота населення становила 46 осіб/км².
За віковим діапазоном населення розподілялося таким чином: 20,1% — особи молодші 20 років, 60,4% — особи у віці 20—64 років, 19,5% — особи у віці 65 років та старші. Було 903 помешкань (у середньому 2,3 особи в помешканні).
Із загальної кількості 559 працюючих 152 було зайнятих в первинному секторі, 60 — в обробній промисловості, 347 — в галузі послуг.